# Surf Ballroom
El Surf Ballroom es una histórica sala de conciertos estadounidense situada en la localidad de Clear Lake, Iowa. El nombre de la sala es frecuentemente asociado con la tragedia ocurrida el 3 de febrero de 1959, conocida popularmente como "El día que murió la música" al ser este el lugar en el que las jóvenes estrellas del rock and roll, Buddy Holly, Ritchie Valens y J. P. "The Big Bopper" Richardson realizaron su última actuación antes de perder la vida en un accidente de avión.
El 6 de septiembre de 2011, el Surf Ballroom fue incluido en el Registro Nacional de Lugares Históricos de los Estados Unidos.

## Historia
El primer Surf Ballroom abrió sus puertas el 17 de abril de 1933, pero fue totalmente destruido por un incendio el 20 de abril de 1947, ocasionando pérdidas superiores a los 250.000 dólares. El local fue reabierto el 1 de julio de 1948, en un nuevo emplazamiento situado justo enfrente de la ubicación original. Con un aforo de 2.100 espectadores y una pista de baile de 590 6300 pies cuadrados (585,3 m²), la sala ha albergado desde su apertura numerosos eventos musicales anualmente. Las instalaciones incluyen un museo, un Muro de la Fama que incluye a muchos de los muchos artistas famosos que actuaron en el lugar y una tienda de recuerdos.
El exterior del recinto apenas ha cambiado desde los años 50. En el backstage, existe un área llamada "The Green Room," donde artistas como Little River Band, Loverboy, The Righteous Brothers, The Temptations, The Beach Boys, Waylon Jennings o Bobby Rydell entre otros muchos pioneros del rock and roll que actuaron en el Surf Ballroom, firmaron en sus paredes.
El Salón de la Fama del Rock and Roll designó el Surf Ballroom como uno de los lugares históricos para la música el 27 de enero de 2009. La ceremonia coincidió con la conmemoración del 50 aniversario de la tragedia aérea de 1959.

## El día que la música murió
Holly, Valens y Richardson actuaron en el Surf Ballroom el 2 de febrero de 1959 como parte de una gira que se llamó "Winter Dance Party", abandonando el recinto inmediatamente después de haber finalizado el concierto. Se trasladaron al cercano aeropuerto de Mason City donde tomaron un vuelo privado en una avioneta con destino a Fargo, North Dakota ya que el siguiente concierto de la gira se debía celebrar en la cercana localidad de Moorhead, Minnesota. El avioneta despegó a las 0:55 horas de martes 3 de febrero de 1959 y poco después se estrelló, falleciendo todos sus ocupantes. 
En los alrededores del Surf Ballroom se erigió un monumento de hormigón en honor de los tres músicos fallecidos cuyas fotos además, decoran la sala de baile. Una de las calles que flanquean el edificio fue nombrada Buddy Holly Place en su honor.
Cada febrero desde 1979, el Surf Ballroom celebra una "Winter Dance Party" como tributo a la vida y legado de las tres estrellas fallecidas.